# Diosmectită
Diosmectita (cu denumirea comercială Smecta) este un silicat natural de aluminiu și magneziu care este utilizat ca medicament adsorbant intestinal, în tratamentul diareei. Calea de administrare disponibilă este cea orală.

## Utilizări medicale
Diosmectita este utilizată în tratamentul simptomatic al diareei:
- acute, la copii, sugari (în asociere cu săruri de rehidratare orală) și adulți;
- cronice, precum cea indusă de radioterapie, chimioterapie sau cea asociată cu infecția HIV.[4][5]

Mai este utilizată în tratamentul simptomatic al durerii asociate patologiilor eso-gastro-duodenale și colice.

## Mecanism de acțiune
Diosmectita adsoarbe bacteriile, virusurile și toxinele localizate la nivelul tractului gastrointestinal și întărește bariera mucoasă a intestinului, reducând inflamația locală.